# Heilsgeschichte
Der Ausdruck Heilsgeschichte (auch Heilsökonomie, lat. historia salutis) wurde in der christlichen Theologie um die Mitte des 19. Jahrhunderts geprägt. Er wird seither in verschiedenen Zusammenhängen unterschiedlich verwendet und war wegen seiner theologischen Implikationen von Anfang an umstritten. Gemeint ist die gesamte vergangene und künftige Geschichte der Menschheit, insoweit sie eschatologisch unter dem Gesichtspunkt eines erwarteten Heils (siehe auch Soteriologie) betrachtet und gedeutet wird. Unter dieser Perspektive erscheint die Geschichte als sinnvolle, planmäßige Abfolge göttlicher Handlungen, die letztlich auf die Vollendung des in der Offenbarung verheißenen Heils abzielen. Wie in der verwandten, jüngeren Geschichtstheologie wird der Begriff überwiegend in einem christlichen Zusammenhang verwendet. Eine Übertragung auf andere Erlösungsreligionen wie das Judentum und den Islam, in denen analoge Vorstellungen bestehen, ist aber möglich und wird praktiziert.

## Systematisierung
Im jüdischen Glauben spielt die Befreiung Israels aus Ägypten durch Jahwe, wie sie im Buch Exodus beschrieben wird, eine zentrale Rolle, sie gilt als Ursprungsgeschichte oder Gründungsmythos des biblischen Israels. Die unverbrüchliche Bundestreue Gottes kennzeichnete die Geschichte Israels als Heilsgeschichte von der Erschaffung der Welt und der Menschen, der Berufung der Erzväter, der Gabe der Tora, der Landnahme Israels und bis zum Gang ins Exil. Hier wurden die Erinnerungen an die Machttaten Gottes erneuert, bestärkt und durch Verheißungen für die Zukunft maßgeblich ergänzt.
In christlichen theologischen Darstellungen wird üblicherweise in den ersten Jahrzehnten der christlichen Zeitrechnung die Mitte der Heilsgeschichte („Fülle der Zeit“ Gal. 4,4 ; Eph. 1,10 ) gesehen: Leben und Wirken, Kreuzestod und Auferstehung Jesu von Nazaret als Jesus Christus. Als dessen Ankündigung und Vorbereitung gilt die Schöpfungs-Erzählung der Bibel mit dem Sündenfall. Die Geschichte nach Christus gilt als „letzte Zeit“ oder „Endzeit“, in der das Evangelium zu allen Völkern dringt, bis die Zahl der Geretteten voll sein und der christliche Messias Jesus Christus in Herrlichkeit zum zweiten Mal ankommen wird.

## Geschichte des Begriffs
Der Begriff „Heilsgeschichte“ kam erst im 18. Jahrhundert auf, nachdem durch die Aufklärung beeinflusste Autoren die Geschichtsschreibung von der biblischen Überlieferung in Frage gestellt und davon gelöst hatten. Er wurde erstmals vom lutherischen Theologen Johann Christian Konrad von Hofmann (1810–1877) aus Erlangen in seinem Werk Weissagung und Erfüllung im Alten und Neuen Testamente. Ein theologischer Versuch von 1841 gebraucht und in die theologische Diskussion eingebracht, um aufklärerischen Tendenzen entgegenzutreten. In der Mitte des 19. Jahrhunderts wurde er dann zur festen Größe in der Theologie des deutschen Sprachraums und wird auch in der englischen Sprache als theologischer Fachbegriff verwendet. Mitte des 20. Jahrhunderts wurde er zu einem Zentralbegriff und Interpretament der Theologie, wie etwa das theologische Kompendium Mysterium Salutis zeigt.
Nach dem evangelischen Theologen Hans von Campenhausen (1903–1989) ist das Verständnis einer Heilsgeschichte jedoch bereits in der Heiligen Schrift des Alten Testaments als Geschichtswerk und in der Persönlichkeit von Jesus Christus als historische Person selbst angelegt. Heilsgeschichtliches Denken liegt zudem der gesamten christlichen Kultur des Abendlandes zugrunde. Es hat als jüdisch-christlicher Einfluss, religiös oder säkularisiert, auch das neuzeitliche philosophische Denken geprägt (Joachim von Fiore, Georg Wilhelm Friedrich Hegel, Karl Marx u. a.) und ist als Fortschrittsglaube Teil des Massenbewusstseins geworden. Moderne Kritiker sehen darin eine der Ursachen für die Entfremdung des Menschen von der in Zyklen lebenden Natur.
Der reformierte Theologe Karl Barth (1886 – 1968) hat mit seiner Auslegung des Römerbriefs von 1919 die historische Forschung zwar nicht grundsätzlich abgelehnt, aber durch seine neue Art von Exegese nahezu bedeutungslos gemacht. Der evangelische Theologe Rudolf Bultmann (1884–1976) und seine Schüler haben eine historische Sichtweise prinzipiell bestritten und bekämpft, und nur die existentiale Geschichtsbetrachtung als angemessene Form für den modernen christlichen Glauben gelten lassen.
Die Auslegungen und Sichtweisen von Barth und Bultmann sind umstritten und daher widersprochen worden. Der Neutestamentler Oscar Cullmann (1902–1999) wies darauf hin, dass das Neue Testament durchaus ein lineares Zeitverständnis kenne und Jesus Christus als Wendepunkt in der Geschichte darstelle. Der Alttestamentler Gerhard von Rad (1901–1971) wollte das Alte Testament weiterhin als ein auf Zukunft hin offenes Geschichtsbuch lesen und verstanden wissen. Wolfhart Pannenberg (1928–2014) und sein Kreis haben mit der Rede von der biblischen Offenbarung als Geschichte das Interesse an historischen Fragestellungen erneut entfacht. Dies gilt auch für Martin Hengel (1926–2009), der das Wirken Gottes in der Geschichte bejahte und die biblisch dargestellte Heilsgeschichte bekräftigte und zu rehabilitieren versuchte, ohne in einen platten Biblizismus zu verfallen.
Nach dem reformierten Verständnis bezeichnet die Heilsgeschichte Gottes rettendes und erlösendes Wirken zugunsten seines Volks und der Menschen. Sie geht eng mit der fortschreitenden Selbstoffenbarung Gottes einher. Immer dann, wenn ein wichtiges Ereignis in der Heilsgeschichte anstand, war es begleitet von  Offenbarungen und den Zeichen großer Propheten. Von besonderer Bedeutung sind Mose beim Bundesschluss am Sinai, Elija als Vorbote des Messias, Jesus Christus als Messias und die Apostel bei der Einführung der Gemeinde. Bei Martin Luther war die Heilsgeschichte Gottes eng mit der erwarteten Apokalypse, dem nahen Weltende, verbunden. In der Abwehr gegen die entstehende Täuferbewegung um 1520 entwickelten die anderen Reformatoren wie Johannes Oekolampad, Huldrych Zwingli, Heinrich Bullinger und Johannes Calvin erste Ansätze einer Bundestheologie, die dann von Johannes Coccejus, Herman Witsius und den Verfassern des Bekenntnisses von Westminster 1647 ausformuliert wurden. Die reformatorische Sicht unterscheidet sich von der ungefähr zweihundert Jahre jüngeren dispensationalistischen Lehre vor allem darin, dass Gottes Handeln als fortschreitend betrachtet wird und die Bibel nicht nur wörtlich, sondern auch figurativ, metaphorisch, allegorisch und typologisch ausgelegt werden darf. Diskontinualität wird (häufig unter Berufung auf das Seinsprinzip) bewusst abgelehnt. Vor allem im angelsächsischen Raum war die Scofield-Bibel von 1909 mit ihren heilsgeschichtlichen Anmerkungen und Verweisketten von Cyrus I. Scofield ein neuer dispensationalistischer Impuls im heilsgeschichtlichen Denken, und die Schaubilder der Heilszeiten des Baptistenpredigers Clarence Larkin haben zur Popularität einer dispensationalistisch verstandenen Heilsgeschichte beigetragen.

### Dispensationalistische Darstellung Heilsgeschichte
Auf John Nelson Darby (1800–1882) von der Brüderbewegung geht die um 1830 entwickelte Lehre zurück, dass die biblische Heilsgeschichte in Heilszeitalter, in sogenannte Dispensationen einzuteilen sei. Eine etwas vereinfachte und verkürzte Darstellung dieser Heilsgeschichte kann in „Erscheinungsformen des Reiches Gottes“ erfolgen. Ein Kriterium einer solchen Darstellung ist die Vorstellung, wo sich der König, Jesus Christus als Messias des Königreichs Gottes, jeweils befindet:
1. im Alten Testament: hier ist nach christlicher Deutung der König nur verheißen
2. in den Evangelien: der König ist in der Person Jesus Christus gegenwärtig
3. in der Gemeindezeit: der König ist in der Gemeinschaft der Gläubigen durch den Heiligen Geist vertreten
4. im 1000-jährigen Reich: der König ist in der Person des wiedergekommenen Jesus Christus auf der Erde
5. im neu zu schaffenden Reich Gottes: die dauernde Gegenwart des Königs von Angesicht zu Angesicht